# كريستوفر فولر (عسكري)
كريستوفر فولر (بالإنجليزية: Christopher Fowler)‏ هو عسكري أمريكي، (ولد في نيويورك في الولايات المتحدة 1850  م).